# مهنوش صادقی
مهنوش صادقی (۶ مرداد ۱۳۵۱) نویسنده و هنرپیشه سینما و تلویزیون اهل ایران است.

## زندگی
مهنوش صادقی فارغ‌التّحصیلِ کارشناسیِ طرّاحیِ صحنه و لباس از دانشگاه هنر و معماری و دیپلم بازیگری از مدرسه هنر و ادبیات است. در سال ۱۳۹۸ خبر ازدواجش با مهدی هاشمی را تأیید کرد. وی همچنین خواهر بهنوش صادقی است.

## فیلم‌شناسی

### سینمایی
- جاده عشق به کارگردانی رجب محمدین (۱۳۷۲)
- معجزه خنده به کارگردانی یدالله صمدی (۱۳۷۵)
- حکم به کارگردانی مسعود کیمیایی (۱۳۸۳)[۷]
- خانه دیگری به کارگردانی بهنوش صادقی (۱۳۹۴)
- مرد آرام به کارگردانی بهنوش صادقی (۱۴۰۳)

## مجموعه تلویزیونی
- ۱۳۷۶ کوه‌های سفید (مهدی هاشمی)
- ۱۳۷۷ جنگ ۷۷  (مهران مدیری)
- ۱۳۷۸ ببخشید شما (مهران مدیری)
- ۱۳۷۸ نیلوفرانه (هوشنگ هدایتی)
- ۱۳۷۸ قصه‌های شهرک سینمایی (بابک محمدی)
- ۱۳۷۹ سایه‌ها (غلامرضا رمضانی)
- ۱۳۸۰ ماجراهای سرابی (اسماعیل میهن دوست)
- ۱۳۸۰ ستاره باران (نوید محمودی)
- ۱۳۸۱ مقام بهار (مهدی لطفی)
- تله‌فیلم «مرضیه که زندگی است» به‌کارگردانی «بهنوش صادقی» (۱۳۸۷)
- «مستانه» به کارگردانی «مهیار عبدالملکی» (۱۳۹۳)[۸]
- «پشت بام تهران» به کارگردانی «بهرنگ توفیقی» (۱۳۹۴)[۹]
- «دردسرهای عظیم» به‌کارگردانی «برزو نیک نژاد» (۱۳۹۴)[۱۰]

## نویسنده
- «خانه دیگری»
- «پروتز»[۱۱]
- فیلم تلویزیونی «شعری که زندگی است»[۱۲]